# Elisabethiella platyscapa
Elisabethiella platyscapa is een vliesvleugelig insect uit de familie vijgenwespen (Agaonidae). De wetenschappelijke naam is voor het eerst geldig gepubliceerd in 1989 door Jacobus Theodorus Wiebes.